# Dominique Casajus
Dominique Casajus (né le 5 juin 1950) est un anthropologue français.

## Éléments biographiques
Ancien élève de l'École polytechnique (X69), il est directeur de recherche au CNRS, membre de l'Institut des mondes africains, et directeur du Centre d'histoire sociale de l'Islam méditerranéen. Ses travaux ont porté sur les Touaregs sahéliens. Il a étudié leur vie familiale et sociale, en considérant notamment le statut de la femme, avant d'aborder leur poésie amoureuse et leur poésie guerrière. Il s'est par la suite consacré à l'histoire des premiers contacts entre les Touaregs et les Français, ce qui l'a amené à se pencher sur les œuvres et le destin de Henri Duveyrier et Charles de Foucauld, ainsi que sur les relations entre les deux hommes. Il s'est aussi intéressé à la poésie courtoise, ainsi qu'aux débats liés à la question homérique, à propos desquels il a notamment examiné le rôle qu'y a joué Jean-Jacques Rousseau.

## Distinctions
- Son livre L'alphabet touareg obtient le prix Georges-Dumézil 2016 de l'Académie française, après avoir obtenu le prix Robert-Cornevin 2015 de l'Académie des sciences d'outre-mer.
- Il reçoit en 2016 la médaille d'honneur du CNRS[9].

## Ouvrages
- 1985 : Peau d'Âne et autres contes touaregs, avec des dessins de Katia Pertsova, Paris, L'Harmattan (voir sur hometold.com).
- 1987 : La tente dans la solitude. La société et les morts chez les Touaregs Kel Ferwan, avec des dessins de Katia Pertsova, Cambridge, Cambridge University Press ; Paris, Maison des Sciences de l'Homme.
- 1992 : Poésies et chant touaregs de l'Ayr. Tandis qu'ils dorment tous, je dis mon chant d'amour (avec M. Albaka), Paris, L'Harmattan.
- 1997 : Édition critique des Chants touaregs de Charles de Foucauld, Paris, Albin Michel.
- 2000 : Gens de parole. Langage, poésie et politique en pays touareg, Paris, Éditions la Découverte.
- 2006 : Poésie, langage, écriture. De l'ethnographie des Touaregs à une anthropologie de la poésie orale, Synthèse des travaux soumis en vue de l’obtention d’une habilitation à diriger des recherches, 29 juin 2006, Paris X-Nanterre.
- 2006 : Édition critique du Journal d’un voyage dans la province d’Alger de Henri Duveyrier, Paris, Éditions des Saints Calus.
- 2007 : Henri Duveyrier. Un saint-simonien au désert, Paris, Ibis Press.
- 2009 : Charles de Foucauld, moine et savant, Paris, CNRS Éditions.
- 2011 : Direction du dossier « Sahara en mouvement » dans la revue L'Année du Maghreb, n° 7, Aix-en-Provence, IREMAM/CNRS Éditions.
- 2012 : L'aède et le troubadour. Essai sur la tradition orale, Paris, CNRS Éditions.
- 2012 : Direction, avec Fabio Viti, de La terre et le pouvoir. À la mémoire de Michel Izard, Paris, CNRS Éditions.
- 2015 : L'alphabet touareg. Histoire d'un vieil alphabet africain, Paris, CNRS Éditions (collection « Le passé recomposé »)
- 2016 : Direction, avec Guy Barthelemy, Suzette Larzul et Mercedes Volait, de L'Orientalisme après la querelle. Dans les pas de Français Pouillon, Paris, Karthala.
- 2017 : Direction, avec Amalia Dragani, du dossier « Le poète et l'inspiration » dans la revue Cahiers de littérature orale, n° 81, Paris, Éditions de l'Inalco.
- 2022 : Le hasard mode d'emploi. Divination, arithmétique et machines littéraires, Éditions de l'EHESS (Collection Apartés).
- 2022 : Direction, avec Paul Pandolfi de Charles de Foucauld homme de science, Vulaines sur Seine, Le Croquant. Lire en ligne.
- 2022 : Direction, avec Isabelle Rivoal, Sophie Houdart, Adeline Herrou, Flavia Carraro, de Cryptographies. Codes, jeux d’arcane et arts de l’intime, Nanterre, Société d'ethnologie. Voir en ligne.